# Плотбище (Ачинский район)
Пло́тбище — деревня в Ачинском районе Красноярского края России. Входит в состав Ястребовского сельсовета.

## География
Деревня находится на правом берегу реки Чулым, на расстоянии примерно 28 км к юго-востоку от города Ачинск, административного центра района. Абсолютная высота — 257 м над уровнем моря.

## Население
| 1989 | 2002 | 2010 |
| ---- | ---- | ---- |
| 8    | ↗11  | ↘4   |

### Гендерный состав
По данным Всероссийской переписи населения 2010 года, в деревне проживало 4 человека (2 мужчин и 2 женщин).

## Улицы
Уличная сеть деревни состоит из одной улицы (ул. Центральная).